# Гусарова, Галина Ивановна
Галина Ивановна Гусарова (род. 8 марта 1947, Марычевка, Куйбышевская область) — советский партийный работник, российский политический деятель, депутат Государственной Думы ФС РФ первого созыва, с 2000 по 2007 год — руководитель департамента здравоохранения Администрации Самарской области, министр здравоохранения и социального развития Самарской области, временно исполняющий обязанности заместителя председателя правительства Самарской области, кандидат медицинских наук.

## Биография
С 1961 по 1965 год училась в Борском медицинском училище, которое окончила в 1965 году. С 1966 по 1973 год училась в Оренбургском медицинском институте на лечебно-профилактическом факультете. Кандидат медицинских наук.
Работала в Центральной больнице Кинельского района Куйбышевской области фельдшером скорой помощи. С 1973 по 1975 год работала в городской больнице № 4 города Оренбурга врачом-нейрохирургом, заведующей нейрохирургическим отделением. С 1975 по 1979 год работала в Куйбышевской городской больнице № 1 врачом-нейрохирургом.
С 1979 по 1985 год работала в Куйбышевского городском комитете КПСС инструктором отдела административных и торгово-финансовых органов. С 1985 по 1987 год работала в Куйбышевском городском отделе здравоохранения заведующей. С 1987 по 1991 год работала в Куйбышевском областном исполкоме главным специалистом социально-культурного отдела. С 1991 по 1993 год работала в Администрации Самарской области в должности председателя комитета по делам семьи и демографической политике.
В 1993 году избрана депутатом Государственной думы Федерального Собрания Российской Федерации первого созыва от Новокуйбышевского одномандатного избирательного округа № 150 (Самарская область). В Государственной думе была заместителем председателя комитета по охране здоровья, входила в депутатскую группу «Россия».
С 1996 по 2000 год работала в Администрации Самарской области председателем комитета по вопросам семьи, материнства и детства. С 2000 по 2007 год работала руководителем департамента здравоохранения Администрации Самарской области, министром здравоохранения и социального развития Самарской области, была временно исполняющей обязанности заместителя председателя правительства Самарской области.
С 2014 по 2017 год являлась членом Общественной палаты Самарской области третьего созыва, была председателем комиссии по общественному контролю, общественной экспертизе и взаимодействию с общественными советами, членом комиссии по здравоохранению, социальному развитию, демографии, здоровому образу жизни и спорту.
С 2017 по 2020 год — член Общественной палаты Самарской области четвёртого созыва, председатель комиссии по общественному контролю, общественной экспертизе и взаимодействию с общественными советами, член комиссии по социальной политике, здравоохранению, здоровому образу жизни и спорту.

## Награды
- Орден Дружбы[4]
- Знак «Отличнику здравоохранения»[4]
- Почётное звание «Заслуженный врач РФ»[9]